# The Pleasure Seekers
The Pleasure Seekers is een Amerikaanse filmkomedie uit 1964 onder regie van Jean Negulesco. Het scenario is gebaseerd op de roman Coins in the Fountain (1952) van de Amerikaanse auteur John H. Secondari.

## Verhaal
Een actrice, een secretaresse en een kunststudente uit de Verenigde Staten bewonen samen een appartement in Madrid. Ze zijn alle drie op zoek naar een echtgenoot en ze lopen daarbij in zeven sloten tegelijk.

## Rolverdeling
| Acteur            | Personage          |
| ----------------- | ------------------ |
| Ann-Margret       | Fran Hobson        |
| Anthony Franciosa | Emilio Lacayo      |
| Carol Lynley      | Maggie Williams    |
| Gardner McKay     | Pete McCoy         |
| Pamela Tiffin     | Susie Higgins      |
| André Lawrence    | Dr. Andres Briones |
| Gene Tierney      | Jane Barton        |
| Vito Scotti       | Man uit de buurt   |
| Isobel Elsom      | Teresa Lacayo      |
| Maurice Marsac    | José               |
| Shelby Grant      | Marian             |
| Raoul De Leon     | Martinez           |
| Brian Keith       | Paul Barton        |
| Antonio Gades     | Flamencodanser     |
| Emilio de Diego   | Gitaarspeler       |

## Prijzen en nominaties
| Jaar | Prijs  | Categorie              | Genomineerde(n)                 | Uitslag     |
| ---- | ------ | ---------------------- | ------------------------------- | ----------- |
| 1965 | Oscars | Beste originele muziek | Lionel Newman Alexander Courage | Genomineerd |